# Teodoro Obiang Nguema Mbasogo
Teodoro Obiang Nguema Mbasogo (Acoacán, 5 juni 1942) is sinds 3 augustus 1979 president van Equatoriaal-Guinea en daardoor het huidig langstheersende staatshoofd van een Afrikaanse staat.

## Achtergrond en vroege carrière
Teodoro Obiang is het derde kind van een gezin van tien kinderen. Na zijn lagere schoolopleiding volgde hij een opleiding aan een katholieke missieschool (1958-1963). Tijdens zijn opleiding aan de missieschool werd hij katholiek gedoopt. In 1963 ging Obiang naar Spanje, het toenmalige moederland van Equatoriaal-Guinea waar hij de befaamde militaire academie van Zaragoza bezocht.
In 1965 keerde hij als luitenant naar Equatoriaal-Guinea terug en diende in een regiment.

## Onderminister van Defensie
In 1968 werd Equatoriaal-Guinea onafhankelijk. Francisco Macías Nguema, de oom van Obiang, werd de eerste president. Hij vestigde een persoonlijke dictatuur en liet zich in 1972 uitroepen tot president voor het leven.
In 1975 werd Obiang tot bevelhebber van het leger benoemd en in 1979 werd hij tot luitenant-kolonel bevorderd. Hij werd tevens benoemd tot onderminister van Defensie.

## Staatsgreep
Op 3 augustus 1979 pleegde Obiang een militaire staatsgreep. Hij maakte een einde aan het brute regime van Francisco Macías Nguema en liet zijn oom wegens machtsmisbruik terechtstellen. Obiang werd Voorzitter van de Opperste Militaire Raad en werd in oktober 1979 president.
De wetten van Macías Nguema, waaronder het verbod op godsdienstuitoefening, werden ongedaan gemaakt. Voorts liet Obiang alle politieke gevangenen vrij. Een deel van de naar het buitenland gevluchte bevolking van Equatoriaal-Guinea keerde terug.

## De regering van Nguema Mbasogo
In januari 1980 werd Obiang tot kolonel bevorderd. Tot 1982 bleef de staat van beleg van kracht. Sindsdien is er sprake van een burgerregering. Een nieuwe grondwet, die voorzag in grote uitvoerende macht voor de president, werd middels een volksstemming aangenomen.
In juli 1986 vond een mislukte couppoging tegen de president plaats.
In 1987 werd de Partido Democratico Guinea Ecuatorial (PDGE) opgericht. De PDGE werd de eenheidspartij. Obiang werd door het partijcongres tot voorzitter van de PDGE gekozen. In 1991 werden oppositiepartijen toegestaan, maar deze moeten zich aan zoveel regeltjes houden dat van een werkelijke oppositie geen sprake is.
Bij de verkiezingen van 1996, die door de oppositie werd geboycot, werd de president met 99% van de stemmen herkozen. Bij de verkiezingen van 1998 en 2002 verkreeg de president 'minder' stemmen (in beide gevallen 97% van de stemmen).
Vanaf de jaren negentig is Obiang erin geslaagd om buitenlandse investeerders aan te trekken. De grote olievoorraden worden thans geëxploiteerd. De opbrengsten komen echter vooral ten goede aan de president, die een luxe-leven leidt.
In 2004 werd een complot tegen Obiang opgerold. De president beschuldigde de Verenigde Staten en het Verenigd Koninkrijk ervan dat zij mee hadden gewerkt aan een complot om hem af te zetten.
In 2016 werd hij weer herkozen met 93,7% van de stemmen. Zijn belangrijkste tegenkandidaat was Avelino Mocache Benga, hij kreeg 1,5% van de stemmen. De opkomst was 92,9%.
In november 2021 werd Teodoro Obiang Nguema Mbasogo op het congres van zijn partij benoemd als kandidaat voor een zesde termijn bij de verkiezingen van 2023.

## Teodorin Obiang
In september 2011 nam de Franse justitie negen luxueuze auto's van zijn zoon Teodorin Obiang in beslag wegens frauduleuze praktijken met overheidsgeld en witwassen.
In 2016 veilden de Zwitserse autoriteiten een verzameling luxe personenwagens die in beslag waren genomen. Met geld verkregen door corruptie zou Teodorin Obiang deze gekocht hebben.
In januari 2017 werd hij bij verstek veroordeeld tot drie jaar gevangenisstraf door een Franse rechtbank op beschuldiging van misbruik van publieke gelden, corruptie en het witwassen van oneerlijk verkregen rijkdommen. Het proces tegen de zoon van de president, die een fortuin zou hebben vergaard als minister van land- en bosbouw in het Afrikaanse land, is het gevolg van een campagne van Sherpa en Transparency International, twee organisaties die strijden tegen wereldwijde corruptie. Equatoriaal-Guinea probeerde het proces tegen te houden met een beroep op de immuniteit van Obiang, die in 2016 door zijn vader was benoemd tot vice-president. 
In juli 2021 beschuldigde ook de Britse regering Teodorin Obiang van financiële malversaties. Hij zou corrupte transacties hebben gedaan, waaronder gevraagd hebben naar steekpenningen, om zijn weelderige levensstijl te financieren die niet strookt met zijn officiële salaris. Met het geld heeft hij onroerend goed gekocht, een privévliegtuig, luxevoertuigen en voor US$ 275.000 een handschoen van Michael Jackson. In een reactie op de beschuldiging maakte de minister van buitenlandse zaken van Equatoriaal-Guinea bekend de ambassade in Londen te sluiten.